# Qualificazioni al campionato mondiale di calcio 2014 - UEFA
Il sorteggio è stato effettuato a Rio de Janeiro il 30 luglio 2011.

## Regolamento
Alle qualificazioni si presentano tutte le 53 squadre UEFA, e 13 si sono qualificate al mondiale 2014 in Brasile. Come per la passata edizione, ci sono stati 8 gruppi da 6 squadre e uno da 5 squadre. Si sono qualificate al mondiale le prime classificate di ogni gruppo e le vincitrici degli spareggi disputati dalle migliori 8 seconde classificate.
Le partite si sono giocate tra il 7 settembre 2012 e il 15 ottobre 2013.

## Prima fase

### Fasce
Il ranking al momento del sorteggio è indicato tra parentesi.
| Urna 1 | Urna 2 | Urna 3 | Urna 4 | Urna 5 | Urna 6 |
| --- | --- | --- | --- | --- | --- |
| Spagna (1) Paesi Bassi (2) Germania (3) Inghilterra (6) Portogallo (7) Italia (8) Croazia (9) Norvegia (12) Grecia (13) | Francia (15) Montenegro (17) Russia (18) Svezia (19) Danimarca (21) Slovenia (22) Turchia (24) Serbia (27) Slovacchia (29) | Svizzera (30) Israele (32) Irlanda (33) Belgio (37) Rep. Ceca (38) Bosnia ed Erzegovina (41) Bielorussia (42) Ucraina (45) Ungheria (47) | Bulgaria (48) Romania (53) Georgia (57) Lituania (58) Albania (59) Scozia (61) Irlanda del Nord (62) Austria (66) Polonia (69) | Armenia (70) Finlandia (75) Estonia (79) Cipro (80) Lettonia (83) Moldavia (85) Macedonia (96) Azerbaigian (111) Fær Øer (112) | Galles (112) Liechtenstein (118) Islanda (121) Kazakistan (126) Lussemburgo (128) Malta (173) Andorra (203) San Marino (203) |

### Gruppi

#### Gruppo A
| Squadra   | Pt | G  | V | N | P | GF | GS | DR  |
| --------- | -- | -- | - | - | - | -- | -- | --- |
| Belgio    | 26 | 10 | 8 | 2 | 0 | 18 | 4  | +14 |
| Croazia   | 17 | 10 | 5 | 2 | 3 | 12 | 9  | +3  |
| Serbia    | 14 | 10 | 4 | 2 | 4 | 18 | 11 | +7  |
| Scozia    | 11 | 10 | 3 | 2 | 5 | 8  | 12 | -4  |
| Galles    | 10 | 10 | 3 | 1 | 6 | 9  | 20 | -11 |
| Macedonia | 7  | 10 | 2 | 1 | 7 | 7  | 16 | -9  |

|           | Belgio (bandiera) | Croazia (bandiera) | Macedonia (bandiera) | Scozia (bandiera) | Serbia (bandiera) | Galles (bandiera) |
| --------- | ----------------- | ------------------ | -------------------- | ----------------- | ----------------- | ----------------- |
| Belgio    |                   | 1 – 1              | 1 – 0                | 2 – 0             | 2 – 1             | 1 – 1             |
| Croazia   | 1 – 2             |                    | 1 – 0                | 0 – 1             | 2 – 0             | 2 – 0             |
| Macedonia | 0 – 2             | 1 – 2              |                      | 1 – 2             | 1 – 0             | 2 – 1             |
| Scozia    | 0 – 2             | 2 – 0              | 1 – 1                |                   | 0 – 0             | 1 – 2             |
| Serbia    | 0 – 3             | 1 – 1              | 5 – 1                | 2 – 0             |                   | 6 – 1             |
| Galles    | 0 – 2             | 1 – 2              | 1 – 0                | 2 – 1             | 0 – 3             |                   |

#### Gruppo B
| Squadra   | Pt | G  | V | N | P | GF | GS | DR  |
| --------- | -- | -- | - | - | - | -- | -- | --- |
| Italia    | 22 | 10 | 6 | 4 | 0 | 19 | 9  | +10 |
| Danimarca | 16 | 10 | 4 | 4 | 2 | 17 | 12 | +5  |
| Rep. Ceca | 15 | 10 | 4 | 3 | 3 | 13 | 9  | +4  |
| Bulgaria  | 13 | 10 | 3 | 4 | 3 | 14 | 9  | +5  |
| Armenia   | 13 | 10 | 4 | 1 | 5 | 12 | 13 | -1  |
| Malta     | 3  | 10 | 1 | 0 | 9 | 5  | 28 | -23 |

|           | Armenia (bandiera) | Bulgaria (bandiera) | Rep. Ceca (bandiera) | Danimarca (bandiera) | Italia (bandiera) | Malta (bandiera) |
| --------- | ------------------ | ------------------- | -------------------- | -------------------- | ----------------- | ---------------- |
| Armenia   |                    | 2 – 1               | 0 – 3                | 0 – 1                | 1 – 3             | 0 – 1            |
| Bulgaria  | 1 – 0              |                     | 0 – 1                | 1 – 1                | 2 – 2             | 6 – 0            |
| Rep. Ceca | 1 – 2              | 0 – 0               |                      | 0 – 3                | 0 – 0             | 3 – 1            |
| Danimarca | 0 – 4              | 1 – 1               | 0 – 0                |                      | 2 – 2             | 6 – 0            |
| Italia    | 2 – 2              | 1 – 0               | 2 – 1                | 3 – 1                |                   | 2 – 0            |
| Malta     | 0 – 1              | 1 – 2               | 1 – 4                | 1 – 2                | 0 – 2             |                  |

#### Gruppo C
| Squadra    | Pt | G  | V | N | P | GF | GS | DR  |
| ---------- | -- | -- | - | - | - | -- | -- | --- |
| Germania   | 28 | 10 | 9 | 1 | 0 | 36 | 10 | +26 |
| Svezia     | 20 | 10 | 6 | 2 | 2 | 19 | 14 | +5  |
| Austria    | 17 | 10 | 5 | 2 | 3 | 20 | 10 | +10 |
| Irlanda    | 14 | 10 | 4 | 2 | 4 | 16 | 17 | -1  |
| Kazakistan | 5  | 10 | 1 | 2 | 7 | 6  | 21 | -15 |
| Fær Øer    | 1  | 10 | 0 | 1 | 9 | 4  | 29 | -25 |

|            | Austria (bandiera) | Fær Øer (bandiera) | Germania (bandiera) | Kazakistan (bandiera) | Irlanda (bandiera) | Svezia (bandiera) |
| ---------- | ------------------ | ------------------ | ------------------- | --------------------- | ------------------ | ----------------- |
| Austria    |                    | 6 – 0              | 1 – 2               | 4 – 0                 | 1 – 0              | 2 – 1             |
| Fær Øer    | 0 – 3              |                    | 0 – 3               | 1 – 1                 | 1 – 4              | 1 – 2             |
| Germania   | 3 – 0              | 3 – 0              |                     | 4 – 1                 | 3 – 0              | 4 – 4             |
| Kazakistan | 0 – 0              | 2 – 1              | 0 – 3               |                       | 1 – 2              | 0 – 1             |
| Irlanda    | 2 – 2              | 3 – 0              | 1 – 6               | 3 – 1                 |                    | 1 – 2             |
| Svezia     | 2 – 1              | 2 – 0              | 3 – 5               | 2 – 0                 | 0 – 0              |                   |

#### Gruppo D
| Squadra     | Pt | G  | V | N | P  | GF | GS | DR  |
| ----------- | -- | -- | - | - | -- | -- | -- | --- |
| Paesi Bassi | 28 | 10 | 9 | 1 | 0  | 34 | 5  | +29 |
| Romania     | 19 | 10 | 6 | 1 | 3  | 19 | 12 | +7  |
| Ungheria    | 17 | 10 | 5 | 2 | 3  | 21 | 20 | +1  |
| Turchia     | 16 | 10 | 5 | 1 | 4  | 16 | 9  | +7  |
| Estonia     | 7  | 10 | 2 | 1 | 7  | 6  | 20 | -14 |
| Andorra     | 0  | 10 | 0 | 0 | 10 | 0  | 30 | -30 |

|             | Andorra (bandiera) | Estonia (bandiera) | Ungheria (bandiera) | Paesi Bassi (bandiera) | Romania (bandiera) | Turchia (bandiera) |
| ----------- | ------------------ | ------------------ | ------------------- | ---------------------- | ------------------ | ------------------ |
| Andorra     |                    | 0 – 1              | 0 – 5               | 0 – 2                  | 0 – 4              | 0 – 2              |
| Estonia     | 2 – 0              |                    | 0 – 1               | 2 – 2                  | 0 – 2              | 0 – 2              |
| Ungheria    | 2 – 0              | 5 – 1              |                     | 1 – 4                  | 2 – 2              | 3 – 1              |
| Paesi Bassi | 3 – 0              | 3 – 0              | 8 – 1               |                        | 4 – 0              | 2 – 0              |
| Romania     | 4 – 0              | 2 – 0              | 3 – 0               | 1 – 4                  |                    | 0 – 2              |
| Turchia     | 5 – 0              | 3 – 0              | 1 – 1               | 0 – 2                  | 0 – 1              |                    |

#### Gruppo E
| Squadra  | Pt | G  | V | N | P | GF | GS | DR  |
| -------- | -- | -- | - | - | - | -- | -- | --- |
| Svizzera | 24 | 10 | 7 | 3 | 0 | 17 | 6  | +11 |
| Islanda  | 17 | 10 | 5 | 2 | 3 | 17 | 15 | +2  |
| Slovenia | 15 | 10 | 5 | 0 | 5 | 14 | 11 | +3  |
| Norvegia | 12 | 10 | 3 | 3 | 4 | 10 | 13 | -3  |
| Albania  | 11 | 10 | 3 | 2 | 5 | 9  | 11 | -2  |
| Cipro    | 5  | 10 | 1 | 2 | 7 | 4  | 15 | -11 |

|          | Albania (bandiera) | Cipro (bandiera) | Islanda (bandiera) | Norvegia (bandiera) | Slovenia (bandiera) | Svizzera (bandiera) |
| -------- | ------------------ | ---------------- | ------------------ | ------------------- | ------------------- | ------------------- |
| Albania  |                    | 3 – 1            | 1 – 2              | 1 – 1               | 1 – 0               | 1 – 2               |
| Cipro    | 0 – 0              |                  | 1 – 0              | 1 – 3               | 0 – 2               | 0 – 0               |
| Islanda  | 2 – 1              | 2 – 0            |                    | 2 – 0               | 2 – 4               | 0 – 2               |
| Norvegia | 0 – 1              | 2 – 0            | 1 – 1              |                     | 2 – 1               | 0 – 2               |
| Slovenia | 1 – 0              | 2 – 1            | 1 – 2              | 3 – 0               |                     | 0 – 2               |
| Svizzera | 2 – 0              | 1 – 0            | 4 – 4              | 1 – 1               | 1 – 0               |                     |

#### Gruppo F
| Squadra          | Pt | G  | V | N | P | GF | GS | DR  |
| ---------------- | -- | -- | - | - | - | -- | -- | --- |
| Russia           | 22 | 10 | 7 | 1 | 2 | 20 | 5  | +15 |
| Portogallo       | 21 | 10 | 6 | 3 | 1 | 20 | 9  | +11 |
| Israele          | 14 | 10 | 3 | 5 | 2 | 19 | 14 | +5  |
| Azerbaigian      | 9  | 10 | 1 | 6 | 3 | 7  | 11 | -4  |
| Irlanda del Nord | 7  | 10 | 1 | 4 | 5 | 9  | 17 | -8  |
| Lussemburgo      | 6  | 10 | 1 | 3 | 6 | 7  | 26 | -19 |

|                  | Azerbaigian (bandiera) | Israele (bandiera) | Lussemburgo (bandiera) | Irlanda del Nord (bandiera) | Portogallo (bandiera) | Russia (bandiera) |
| ---------------- | ---------------------- | ------------------ | ---------------------- | --------------------------- | --------------------- | ----------------- |
| Azerbaigian      |                        | 1 – 1              | 1 – 1                  | 2 – 0                       | 0 – 2                 | 1 – 1             |
| Israele          | 1 – 1                  |                    | 3 – 0                  | 1 – 1                       | 3 – 3                 | 0 – 4             |
| Lussemburgo      | 0 – 0                  | 0 – 6              |                        | 3 – 2                       | 1 – 2                 | 0 – 4             |
| Irlanda del Nord | 1 – 1                  | 0 – 2              | 1 – 1                  |                             | 2 – 4                 | 1 – 0             |
| Portogallo       | 3 – 0                  | 1 – 1              | 3 – 0                  | 1 – 1                       |                       | 1 – 0             |
| Russia           | 1 – 0                  | 3 – 1              | 4 – 1                  | 2 – 0                       | 1 – 0                 |                   |

#### Gruppo G
| Squadra              | Pt | G  | V | N | P | GF | GS | DR  |
| -------------------- | -- | -- | - | - | - | -- | -- | --- |
| Bosnia ed Erzegovina | 25 | 10 | 8 | 1 | 1 | 30 | 6  | +24 |
| Grecia               | 25 | 10 | 8 | 1 | 1 | 12 | 4  | +8  |
| Slovacchia           | 13 | 10 | 3 | 4 | 3 | 11 | 10 | +1  |
| Lituania             | 11 | 10 | 3 | 2 | 5 | 9  | 11 | -2  |
| Lettonia             | 8  | 10 | 2 | 2 | 6 | 10 | 20 | -10 |
| Liechtenstein        | 2  | 10 | 0 | 2 | 8 | 4  | 25 | -21 |

|                      | Bosnia ed Erzegovina (bandiera) | Grecia (bandiera) | Lettonia (bandiera) | Liechtenstein (bandiera) | Lituania (bandiera) | Slovacchia (bandiera) |
| -------------------- | ------------------------------- | ----------------- | ------------------- | ------------------------ | ------------------- | --------------------- |
| Bosnia ed Erzegovina |                                 | 3 – 1             | 4 – 1               | 4 – 1                    | 3 – 0               | 0 – 1                 |
| Grecia               | 0 – 0                           |                   | 1 – 0               | 2 – 0                    | 2 – 0               | 1 – 0                 |
| Lettonia             | 0 – 5                           | 1 – 2             |                     | 2 – 0                    | 2 – 1               | 2 – 2                 |
| Liechtenstein        | 1 – 8                           | 0 – 1             | 1 – 1               |                          | 0 – 2               | 1 – 1                 |
| Lituania             | 0 – 1                           | 0 – 1             | 2 – 0               | 2 – 0                    |                     | 1 – 1                 |
| Slovacchia           | 1 – 2                           | 0 – 1             | 2 – 1               | 2 – 0                    | 1 – 1               |                       |

#### Gruppo H
| Squadra     | Pt | G  | V | N | P  | GF | GS | DR  |
| ----------- | -- | -- | - | - | -- | -- | -- | --- |
| Inghilterra | 22 | 10 | 6 | 4 | 0  | 31 | 4  | +27 |
| Ucraina     | 21 | 10 | 6 | 3 | 1  | 28 | 4  | +24 |
| Montenegro  | 15 | 10 | 4 | 3 | 3  | 18 | 17 | +1  |
| Polonia     | 13 | 10 | 3 | 4 | 3  | 18 | 12 | +6  |
| Moldavia    | 11 | 10 | 3 | 2 | 5  | 12 | 17 | -5  |
| San Marino  | 0  | 10 | 0 | 0 | 10 | 1  | 54 | -53 |

|             | Inghilterra (bandiera) | Moldavia (bandiera) | Montenegro (bandiera) | Polonia (bandiera) | San Marino (bandiera) | Ucraina (bandiera) |
| ----------- | ---------------------- | ------------------- | --------------------- | ------------------ | --------------------- | ------------------ |
| Inghilterra |                        | 4 – 0               | 4 – 1                 | 2 – 0              | 5 – 0                 | 1 – 1              |
| Moldavia    | 0 – 5                  |                     | 0 – 1                 | 1 – 1              | 3 – 0                 | 0 – 0              |
| Montenegro  | 1 – 1                  | 2 – 5               |                       | 2 – 2              | 3 – 0                 | 0 – 4              |
| Polonia     | 1 – 1                  | 2 – 0               | 1 – 1                 |                    | 5 – 0                 | 1 – 3              |
| San Marino  | 0 – 8                  | 0 – 2               | 0 – 6                 | 1 – 5              |                       | 0 – 8              |
| Ucraina     | 0 – 0                  | 2 – 1               | 0 – 1                 | 1 – 0              | 9 – 0                 |                    |

#### Gruppo I
| Squadra     | Pt | G | V | N | P | GF | GS | DR  |
| ----------- | -- | - | - | - | - | -- | -- | --- |
| Spagna      | 20 | 8 | 6 | 2 | 0 | 14 | 3  | +11 |
| Francia     | 17 | 8 | 5 | 2 | 1 | 15 | 6  | +9  |
| Finlandia   | 9  | 8 | 2 | 3 | 3 | 5  | 9  | -4  |
| Georgia     | 5  | 8 | 1 | 2 | 5 | 3  | 10 | -7  |
| Bielorussia | 4  | 8 | 1 | 1 | 6 | 7  | 16 | -9  |

|             | Bielorussia (bandiera) | Finlandia (bandiera) | Francia (bandiera) | Georgia (bandiera) | Spagna (bandiera) |
| ----------- | ---------------------- | -------------------- | ------------------ | ------------------ | ----------------- |
| Bielorussia |                        | 1 – 1                | 2 – 4              | 2 – 0              | 0 – 4             |
| Finlandia   | 1 – 0                  |                      | 0 – 1              | 1 – 1              | 0 – 2             |
| Francia     | 3 – 1                  | 3 – 0                |                    | 3 – 1              | 0 – 1             |
| Georgia     | 1 – 0                  | 0 – 1                | 0 – 0              |                    | 0 – 1             |
| Spagna      | 2 – 1                  | 1 – 1                | 1 – 1              | 2 – 0              |                   |

### Raffronto tra le seconde classificate
Dato che il gruppo I è composto da cinque squadre, mentre negli altri gruppi ve ne sono sei, le partite contro le squadre classificatesi al sesto posto degli altri gironi non sono valide per il conteggio dei punti delle migliori seconde classificate.
Le migliori otto seconde classificate hanno ottenuto il diritto di accedere agli spareggi per la qualificazione al Mondiale; la nona classificata invece, è stata eliminata.
| Squadra    | Pt | G | V | N | P | GF | GS | DR | Gr |
| ---------- | -- | - | - | - | - | -- | -- | -- | -- |
| Grecia     | 19 | 8 | 6 | 1 | 1 | 9  | 4  | +5 | G  |
| Francia    | 17 | 8 | 5 | 2 | 1 | 15 | 6  | +9 | I  |
| Portogallo | 15 | 8 | 4 | 3 | 1 | 15 | 8  | +7 | F  |
| Ucraina    | 15 | 8 | 4 | 3 | 1 | 11 | 4  | +7 | H  |
| Svezia     | 14 | 8 | 4 | 2 | 2 | 15 | 13 | +2 | C  |
| Islanda    | 14 | 8 | 4 | 2 | 2 | 15 | 14 | +1 | E  |
| Romania    | 13 | 8 | 4 | 1 | 3 | 11 | 12 | -1 | D  |
| Croazia    | 11 | 8 | 3 | 2 | 3 | 9  | 8  | +1 | A  |
| Danimarca  | 10 | 8 | 2 | 4 | 2 | 9  | 11 | -2 | B  |

## Play-off
Le otto migliori seconde classificate hanno disputato degli spareggi o play-off. Le otto nazionali sono state sorteggiate per stabilire le partite che sarebbero state disputate, e le quattro vincitrici si sono qualificate al mondiale. Le squadre sono state classificate secondo il ranking FIFA del 17 ottobre 2013. Il sorteggio è stato effettuato il 21 ottobre 2013 a Zurigo.
| Urna 1 (teste di serie)                                                                                | Urna 2                                                                                             |
| --- | -------------------------------------------------------------------------------------------------- |
| - Portogallo (14ª; 1036 pt.) - Grecia (15ª; 983 pt.) - Croazia (18ª; 901 pt.) - Ucraina (20ª; 871 pt.) | - Francia (21ª; 870 pt.) - Svezia (25ª; 850 pt.) - Romania (29ª; 767 pt.) - Islanda (46ª; 633 pt.) |

### Risultati
L'andata si è giocata il 15 novembre, il ritorno il 19 novembre 2013.
| Squadra 1  | Totale | Squadra 2 | Andata | Ritorno |
| ---------- | ------ | --------- | ------ | ------- |
| Portogallo | 4 – 2  | Svezia    | 1 – 0  | 3 – 2   |
| Ucraina    | 2 – 3  | Francia   | 2 – 0  | 0 – 3   |
| Grecia     | 4 – 2  | Romania   | 3 – 1  | 1 – 1   |
| Islanda    | 0 – 2  | Croazia   | 0 – 0  | 0 – 2   |

## Classifica marcatori
| Pos | Nome               | Nazionalità          | Squadra di club     | Gol | Girone |
| --- | ------------------ | -------------------- | ------------------- | --- | ------ |
| 1   | Robin van Persie   | Paesi Bassi          | Manchester Utd      | 11  | D      |
| 2   | Edin Džeko         | Bosnia ed Erzegovina | Manchester City     | 10  | G      |
| 3   | Vedad Ibišević     | Bosnia ed Erzegovina | Stoccarda           | 8   | G      |
| 3   | Mesut Özil         | Germania             | Arsenal             | 8   | C      |
| 3   | Cristiano Ronaldo  | Portogallo           | Real Madrid         | 8   | F      |
| 3   | Zlatan Ibrahimović | Svezia               | Paris Saint-Germain | 8   | C      |
| 7   | Wayne Rooney       | Inghilterra          | Manchester Utd      | 7   | H      |
| 8   | David Alaba        | Austria              | Bayern Monaco       | 6   | C      |
| 8   | Robbie Keane       | Irlanda              | LA Galaxy           | 6   | C      |
| 8   | Eden Ben Basat     | Israele              | Tolosa              | 6   | F      |
| 8   | Tomer Hemed        | Israele              | Maiorca             | 6   | F      |
| 8   | Andriy Yarmolenko  | Ucraina              | Dinamo Kiev         | 6   | H      |